# Stephen Pearcy
Stephen Eric Pearcy (Long Beach, 3 luglio 1956) è un cantante heavy metal statunitense, fondatore dei Ratt.

## Biografia
Durante l'adolescenza, Pearcy aspirava a diventare un pilota automobilistico di alto livello. Fu solo dopo un incidente in bicicletta, mentre era ricoverato in ospedale, che imparò a suonare la chitarra acustica e decise di intraprendere la carriera musicale. Diede vita a varie band come "Firedome" e "Crystal Pystal" prima di fondare i Mickey Ratt (futuri Ratt) nel 1978.
I Ratt raggiunsero il successo negli anni ottanta grazie a quattro album consecutivi divenuti platino: Out of the Cellar, Invasion of Your Privacy, Dancing Undercover e Reach for the Sky. Nel 1992 Pearcy abbandonò il gruppo per formare gli Arcade, con cui incise due album in studio, e in seguito prese parte a progetti come Vicious Delite e Vertex, spostandosi su sonorità alternative. Nel 1996 rientrò nei Ratt.
Tra il 2000 e il 2006 ha di nuovo lasciato il gruppo per dedicarsi alla carriera solista. Pearcy ha anche lavorato come attore interpretando il ruolo di un killer hippie, Timothy Bach, nel film horror Camp Utopia (2002).

## Discografia

### Solista
Album in studio
- 2002 – Social Intercourse
- 2006 – Fueler
- 2008 – Under My Skin
- 2011 – Suckerpunch
- 2017 – Smash
- 2018 – View to a Thrill

Album dal vivo
- 2006 – Stripped

Raccolte
- 2000 – Before and Laughter
- 2005 – Ratt Era: The Best Of

### Con i Ratt
EP
- 1983 – Ratt

Album in studio
- 1984 – Out of the Cellar
- 1985 – Invasion of Your Privacy
- 1986 – Dancing Undercover
- 1988 – Reach for the Sky
- 1990 – Detonator
- 1999 – Ratt
- 2010 – Infestation

Raccolte
- 1991 – Ratt & Roll 81-91
- 1997 – Collage
- 2002 – The Essentials
- 2003 – Ratt: Metal Hits
- 2005 – Rhino Hi-Five: Ratt
- 2007 – Tell the World: The Very Best of Ratt
- 2011 – Flashback with RATT

### Con gli Arcade
Album in studio
- 1993 – Arcade
- 1994 – A/2

Raccolte
- 2001 – A/3 - Live and Unreleased
- 2006 – A/4 - Calm Before the Storm

### Altri album
- 1995 – Vicious Delite – V.D.
- 1996 – Vertex – Vertex
- 2005 – George Lynch – The Lost Anthology

### Tribute album
- 1998 – Forever Mod: Portrait of a Storyteller
- 1998 – Thunderbolt: A Tribute to AC/DC
- 1999 – Not the Same Old Song and Dance: Tribute to Aerosmith
- 2000 – Little Guitars: A Tribute to Van Halen
- 2006 – '80s Metal - Tribute to Van Halen